# Nanne de Ru
Nanne de Ru (1976) is een Nederlands architect en projectontwikkelaar.
De Ru is mede-oprichter en partner van het Rotterdamse architectenbureau Powerhouse Company. Dit architectenbureau is betrokken bij onder andere het ontwerp van Station Assen, de BunkerToren in Eindhoven, de Pathé-bioscoop in Arnhem en het Floating Office, een drijvend kantoor in de Rotterdamse Rijnhaven. Daarnaast is De Ru mede-oprichter van projectontwikkelaar RED Company. Hiermee is hij een van de eerste Nederlandse architecten die tevens projectontwikkelaar is.

## Biografie en werk
De Ru volgde zijn opleiding in Amsterdam en in Rotterdam aan het Berlage Institute. Hij startte zijn carrière als architect bij Office for Metropolitan Architecture (OMA), het kantoor van Rem Koolhaas.
Villa 1 (2007) was het eerste project van De Ru bij Powerhouse Company. Dit gebouw won de Dutch Design Award voor beste Private Interieur en de Am Nai-prijs in 2008.
In 2011 won De Ru de jonge Maaskantprijs. Deze tweejaarlijkse aanmoedigingsprijs wordt uitgereikt aan een architect of stedebouwkundige onder de 35 jaar.
Het Floating Office is een drijvend kantoor in de Rotterdamse Rijnhaven. Het gebouw huisvest naast de bedrijven van De Ru het Global Center on Adaptation van de Verenigde Naties, onder leiding van Ban Ki-moon. Dit gebouw werd door de website Architectenweb uitgeroepen tot Kantoorgebouw van het Jaar. In de Rijnhaven herontwikkelt De Ru met zijn bedrijven de monumentale Codrico-fabriek.

## Privé
De Ru woont in Rotterdam in een door hem ontworpen penthouse en is fan van de voetbalclub Feyenoord.